# Friedrich Wintterlin

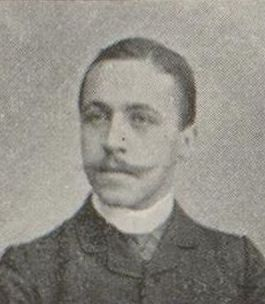
Friedrich Wintterlin

Karl Friedrich Wintterlin (* 9. März 1867 in Stuttgart; † 3. Februar 1945 in Calw) war deutscher Rechts- und Verfassungshistoriker und Archivdirektor der württembergischen Archive (1924–1933). Zu seinen bedeutendsten Werken gehören die zweibändigen Württembergischen ländlichen Rechtsquellen (1910, 1922) und die Geschichte der Behördenorganisation in Württemberg (1904, 1906). Er erstellte außerdem ein rechtshistorisches Gutachten zur Beurteilung der rechtlichen Grundlagen der Leistungen des württembergischen Staates für die katholische Kirche, für das ihm der damalige Kultminister Wilhelm Bazille besonderen Dank aussprach.

## Leben und Wirken
Karl Friedrich Wintterlin war Sohn des Direktors der Landesbibliothek August Wintterlin und der Emilie Charlotte geb. Stälin, einer Schwester des Landeshistorikers und Archivdirektors Paul Friedrich Stälin und Enkelsohn des „Altmeisters der württembergischen Geschichte“ Christoph Friedrich von Stälin.
Nach juristischen Studien in Tübingen und Leipzig und der Referendariatausbildung in Stuttgart promovierte er 1895 mit dem Strafrechtsthema „Der Einfluss der Standesverhältnisse des Täters auf die Bestrafung“ zum Dr. iur. 1886 wurde er Mitglied der Tübinger Studentenverbindung Akademische Gesellschaft Stuttgardia. 1894 konnte er die Stelle eines Archivsekretärs („Expeditors“) am Geheimen Haus- und Staatsarchiv antreten. 1900 erhielt er den Titel Archivassessor, 1905 Archivrat und 1916 Geheimer Archivrat. 1924 wurde er Nachfolger von Archivdirektor Eugen Schneider. 1933 trat er in den Ruhestand.
Er galt als langsam-bedächtig, ruhig-abwägend. Die Ergebnisse seiner Forschungen legte er vor allem in drei Organen nieder:
- in den Württembergischen Vierteljahresheften für Landesgeschichte,
- den Württembergischen Jahrbüchern für Statistik und Landeskunde und
- der literarischen (besonderen) Beilage zum Württembergischen Staatsanzeiger.

Er war seit 1906 ordentliches Mitglied der  Württembergischen Kommission für Landesgeschichte und des Württembergischen Geschichtsvereins.
In seine Amtszeit fiel die Vereinigung des staatlichen Archivwesens unter der Archivdirektion, der auch die mit dem Staatsarchiv Ludwigsburg vereinigten Archive der Ministerien des Innern und der Finanzen unterstellt wurden.
Als Mitarbeiter an der Allgemeinen Deutschen Biographie (ADB) übernahm Wintterlin die Bearbeitung zahlreicher bekannter Württemberger.

## Schriften (Auswahl)
- Der Einfluss der Standesverhältnisse des Thäters auf die Bestrafung. Kohlhammer, Stuttgart 1895 (Tübingen, Univ., Jur. Diss., 1895).
- Ein Weistum über Nellingen (bei Esslingen) vom Jahr 1354. In: Württembergische Vierteljahrshefte für Landesgeschichte. Bd. 5 (1896), S. 361
- Geschichte der Behördenorganisation in Württemberg. Kohlhammer, Stuttgart
  - Bd. 1: Geschichte der Behördenorganisation in Württemberg
    - Bd. 1,1: Bis zum Ende des 18. Jahrhunderts, 1902.
    - Bd. 1,2: Bis zum Regierungsantritt König Wilhelms, 1904

  - Bd. 2: Die Organisationen König Wilhelms I. bis zum Verwaltungsedikt vom 1. März 1822. 1906.
- Bearb.: Württembergische ländliche Rechtsquellen, Bd. 1: Die östlichen schwäbischen Landesteile. Kohlhammer, Stuttgart 1910.
- Zur Geschichte des herzoglich württembergischen Kommerzienrats. In: Württembergische Vierteljahrshefte für Landesgeschichte. N.F. 20 (1911), S. 311–327.
- Die württembergische Verfassung 1815–1819. In: Württembergische Vierteljahrshefte für Landesgeschichte. N.F. 21 (1912), S. 48–83.
- Die Anfänge der landständischen Verfassung in Württemberg. In: Württembergische Vierteljahrshefte für Landesgeschichte. N.F. 23 (1914), S. 328–336.
- Bearb.: Württembergische ländliche Rechtsquellen, Bd. 2: Das Remstal, das Land am mittleren Neckar und die Schwäbische Alb. Kohlhammer, Stuttgart 1922 (Digitalisat).
- Herzog Johann Friedrichs Gesetzgebung über Zahlung von Geldschulden. In: Württembergische Jahrbücher für Statistik und Landeskunde (1923/24), S. 44–51.
- Württembergische Gesetzgebung vor hundert Jahren. In: Besondere Beilage des Staats-Anzeigers für Württemberg, Nr. 11, 30. November 1929, S. 280–289.
- Die rechtsgeschichtlichen Grundlagen des Rechtsstaats in Württemberg. In: Württembergische Vierteljahrshefte für Landesgeschichte. Bd. 38 (1932), S. 318–341.